# سرزمین شیرین فلفلی من
سرزمین شیرین فلفلی من محصول سال ۲۰۱۳ کردستان،آلمان و فرانسه است. این فیلم را کارگردان سرشناس کردتبار هنر سلیم که مقیم فرانسه است، کارگردانی نموده است. این فیلم برای نخستین بار در بخش "نگاه دیگر" جشنواره فیلم کن ۲۰۱۳ به نمایش در آمد. در این فیلم گلشیفته فراهانی و کورکماز ارسلان بازی می‌کنند.

## لوکیشن فیلم
این فیلم در منطقهٔ کردستان عراق فیلمبرداری شده است.

## داستان فیلم
داستان فیلم "سرزمین شیرین فلفلی من"، داستان آشنایی و مبارزهٔ باران (کرکماز ارسلان) و گوند (گلشیفته فراهانی) علیه استبداد و بی‌قانونی است. اولی در صف پیش‌مرگان کُرد برای استقلال زادگاهش تا پای جان جنگیده و دومی در رویای رسیدن به این استقلال، تحصیل کرده تا بعدها به "میهنش" ادای دین کند. این فیلم به روابط و مناسبات اجتماعی کردستان، پس از پیروزی و کسب استقلال می‌پردازد؛ جامعه‌ای پدر سالار با بافت‌های گسست‌ناپذیر سنتی که هنوز در آن قانون و قانون‌مندی جایی ندارد و اسلحه و خشونت حرف اول و آخر را می‌زند.